# Østre Borgerdyd

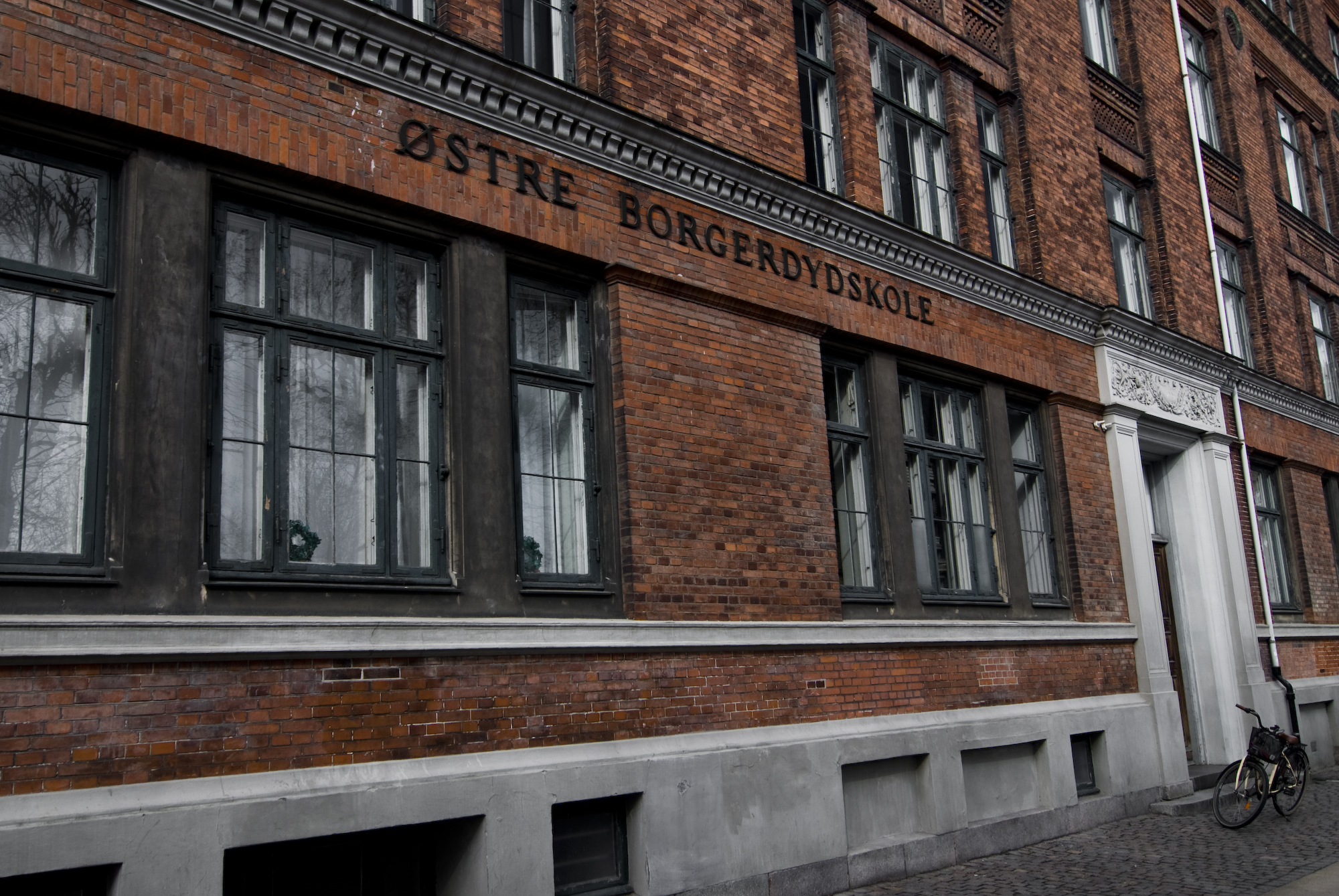

Østre Borgerdyd är en gymnasieskola i Köpenhamn, grundad 1787. Den ligger vid Østerport station.